# 山田みほ
山田 みほ（やまだ みほ、1973年11月11日  - ）は、日本の女性声優。神奈川県横浜市出身。クレイジーボックス所属。旧芸名・本名：山田美穂（読みは同じ）。

## 略歴
勝田声優学院第10期、日本ナレーション演技研究所卒業。
中学時代、勝田声優学院の短期講習に興味本位で行っていたところ、学校の勉強とは違う事を教えてもらい、同声優学院に行くのが楽しかったことから声優を目指した。
初仕事の時、現場に行ってみたところ当時の山田が一番下手だった。その時は大ショックであり、悔しく辞めるのに辞められなくなったと語る。
以前はアーツビジョンに所属していた。
2008年4月1日、事務所移籍と同時に改名。

## 人物
免許・資格はペン字1級、書道2段、電卓1級、秘書検定2級、簿記2級、普通自動車免許。秘書課の専門学校に通っていたため、声優にならなかったら秘書になっていたと語る。
趣味は読書、真夜中のお散歩。

## 出演
太字はメインキャラクター。

### テレビアニメ
時期不明
- ちびまる子ちゃん

1995年
- 怪盗セイント・テール（生徒A）

1996年
- 家なき子レミ（夫人）
- スレイヤーズ シリーズ（1996年 - 1997年、アン、侍女、貴婦人） - 2シリーズ
- 勇者指令ダグオン（先生）

1997年
- 吸血姫美夕（千里の母、主婦A）
- 超魔神英雄伝ワタル（1997年 - 1998年、ビーコ、心星人）
- バトルアスリーテス大運動会（ロレッタ、生徒）
- 勇者王ガオガイガー（1997年 - 1998年、先生、アナウンサー）

1998年
- TRIGUN（メイドB、電子脳）
- ふしぎなメルモ リニューアル版（ナナメ、バスの車掌、ビリケン〈変身前〉、子犬、メルモのおばさん〈代役〉、男の子、メスの魚、子供B、小森の母、松谷の妻、メルモの友達）
- MASTERキートン（ジャネット、母親）
- ロスト・ユニバース（アナウンスの声）

1999年
- イケてる2人（梅宮悠樹）
- 課長王子（レイラ）
- 人形草紙あやつり左近（橘薫子）
- ゴクドーくん漫遊記（スフィンクス）
- サイボーグクロちゃん（通訳の女）
- 爆球連発!!スーパービーダマン（黒羽剛）
- ベターマン（ケイ）
- Petshop of Horrors（Qちゃん）
- 魔法使いTai!（ミッキー先輩）

2000年
- Sci-Fi HARRY（キャサリンの継母）
- 星界の戦旗（アトスリュア）
- 無敵王トライゼノン（宗像空、バーバラ）
- 名探偵コナン（町田梓）
- 六門天外モンコレナイト（ソネット）

2001年
- こみっくパーティー（2001年 - 2005年、牧村南） - 2シリーズ
- スターオーシャンEX（女性予言者）
- Z.O.E Dolores, i（オペレーター）
- HAND MAID メイ（母親）
- ポケットモンスター（シジマの奥さん）
- RAVE（占いの老婆）

2002年
- Witch Hunter ROBIN（村松圭子）
- GetBackers-奪還屋-（結城みどり）
- スパイラル －推理の絆－（足立高子）

2003年
- 犬夜叉（椿）
- 出撃!マシンロボレスキュー（知事）
- 神魂合体ゴーダンナー!!（2003年 - 2004年、エカテリーナ） - 2シリーズ
- 探偵学園Q（鍋島清香、美南茜）
- DEAR BOYS（大神恵子）

2004年
- 学園アリス（山田瀬里奈）
- 機動戦士ガンダムSEED DESTINY（サラ、マーナ〈2代目〉）
- ギャラクシーエンジェル 第4期（ホステス）
- それいけ!アンパンマン（クルミちゃん〈2代目〉）
- ピーチガール（森香）

2005年
- IZUMO -猛き剣の閃記-（ノギリ）
- トリニティ・ブラッド（メアリ・スペンサー）
- ぷぎゅる（保健医、ま○○○母）
- ピーチガール（森香）

2006年
- 桜蘭高校ホスト部（舞原千鶴）
- 西の善き魔女 Astraea Testament（シスター・ナオミ）
- ラブゲッCHU 〜ミラクル声優白書〜（若月純子）

2007年
- BLUE DROP 〜天使達の戯曲〜（菅原裕子）
- MOONLIGHT MILE 2ndシーズン -Touch down-（マイクの母）

2008年
- クレヨンしんちゃん（エミリー）

2009年
- 咲-Saki-（2009年 - 2014年、久保貴子） - 2シリーズ

2011年
- 境界線上のホライゾン（2011年 - 2012年、青雷亭店主、ロバート・ダッドリー） - 2シリーズ

### 劇場アニメ
- リボンの騎士（1999年、王妃[14]）
- APPLESEED（2004年、ニケ[15]）

### OVA
1990年
- 機動戦士SDガンダム MARK-IV（ギャル2）※VHS・LD版のみ

1991年
- 生命の科学ミクロパトロール（ナレーター）

1995年
- 未来超獣FOBIA（佐伯）

1996年
- サンクチュアリ
- 転校生（葉山麗香）
- 同級生2（鳴沢美佐子）
- 新世紀GPXサイバーフォーミュラSAGA（記者）

1997年
- バトルアスリーテス大運動会（放送、コンピュータ音声、パイロット）
- VS騎士ラムネ&40FRESH（オペレーターB）

1998年
- 支配者の黄昏 TWILIGHT OF THE DARK MASTER（受付嬢）

1999年
- バブルガムクライシス TOKYO 2040（1998年 - 1999年、秘書ブーマ、女性アナ 他）

2000年
- ファーストKiss☆物語 〜Kissからはじまる物語〜（織倉弥生）

2002年
- 戦闘妖精雪風（エディス・フォス）
- ふたりエッチ（矢吹美香）
- ルパン三世 生きていた魔術師（娘A）

2005年
- 星界の戦旗III（アトスリュア）

2006年
- 機動戦士ガンダムSEED C.E.73 STARGAZER（アナウンサー）

### ゲーム
1994年
- アルナムの牙 獣族十二神徒伝説（マトラ、ランチョの子供乙、ヒメゴ）
- 卒業写真（羽田由那子、上野トモ子）
- ドラゴンハーフ（マーリル、プティフール）

1996年
- ありす in Cyberland（女王）
- 金田一少年の事件簿 悲報島 新たなる惨劇
- トワイライトシンドローム 探索編（長谷川ユカリ）
- トワイライトシンドローム 究明編（長谷川ユカリ）
- ファイアーウーマン纏組（荒木美加）
- BLUE BREAKER 〜剣よりも微笑みを〜（ナルター）

1997年
- アルナムの翼 焼塵の空の彼方へ（マトラ）
- QUIZなないろDREAMS 虹色町の奇跡（咲良絵美）
- 同級生2（安田愛美）
- どきどきシャッターチャンス★〜恋のパズルを組み立てて〜（黒木レイ）

1998年
- 個人教授（皇沙耶）
- サンパギータ（息子）
- 時空探偵DD2 叛逆のアプサラル（鈴）
- ストリートファイターZERO3（神月かりん）
- Spiritual Soul（ノア）
- 戦国美少女絵巻 空を斬る!!（雑賀 京）
- ツアーパーティー 卒業旅行にいこう（シンディ天城、お子ちゃま）
- ファイティングアイズ（シンディー・フレアー）
- ファーストKiss☆物語（織倉弥生）
- ブルーブレイカーバースト 〜微笑みを貴方と〜（ナルター）
- マール王国の人形姫（クロウディア）

1999年
- エコーナイト#2 眠りの支配者（赤い髪の女）
- グリントグリッター（レイカ）
- 戦国美少女絵巻 空を斬る!! 〜春風の章〜（お京）
- ときめきメモリアル2（九段下舞佳、火の玉番長、バイト番長）
- POWER DoLLS 3（イネス・フィロン、エディタ・ヴェルネル、トリッシュ・ラティーニ、ジェニファー・メルビル、フランシス・ル・ベリエ）
- 火魅子伝〜恋解〜（兎華乃）
- リトルプリンセス マール王国の人形姫2（クロウディア）

2000年
- アーマード・コア2（コンピュータボイス）
- 青の6号 歳月不待人 TIME AND TIDE（楊春玉）
- デビルマン（牧村美樹）
- 天使のプレゼント マール王国物語（クロウディア）
- POWER DoLLS 4（イネス・フィロン、トリッシュ・ラティーニ）

2001年
- エコーナイト#2 眠りの支配者（霊能者）
- こみっくパーティー（牧村南）
- マールDEジグソー（クロウディア）
- レガイア デュエルサーガ（ベルネ）

2002年
- フーリガン〜君のなかの勇気〜（東郷ひろみ）
- ブレイブナイト 〜リーヴェラント英雄伝〜（ヒルダ＝ライオール）

2003年
- アークス・ファタリス（スネークウーマン（ザルナッシュ）、シェイニー）
- ゼルダの伝説 4つの剣+（チャツボさん）
- マールじゃん!!（クロウディア）

2004年
- CAPCOM FIGHTING Jam（神月かりん）
- 神魂合体ゴーダンナー!!（エカテリーナ）
- 転生學園幻蒼録（菊宮彩女、イズナ）
- ファントム・ブレイブ（シェンナ）

2005年
- エウレカセブン TR1:NEW WAVE（カイリー）
- 影牢II -Dark illusion-（マイテ）
- ツキヨニサラバ（カメレオン）
- NAMCO x CAPCOM（神月かりん、東風）
- リアライズ -Panorama Luminary-（坂本郁子）
- ローグギャラクシー（ノーマ・キスリー）
- ワイルドアームズ ザ フォースデトネイター

2006年
- エウレカセブン NEW VISION（カイリー）
- 転生學園月光録（呉羽）
- 風雨来記（PS2版）（森岡由実）
- コロボットアドベンチャー（クラベス、ヴィオラ）

2007年
- ドンキーコング たるジェットレース（リンクリーコング）
- リゼルクロス（ライザ）

2008年
- 魔界戦記ディスガイア3（極上のサルバトーレ）

2009年
- ファントム・ブレイブ Wii（シェンナ）

2010年
- ファントム・ブレイブ PORTABLE（シェンナ）

2011年
- スライ・クーパー コレクション（ナイラ）
- 魔界戦記ディスガイア3 Return（極上のサルバトーレ）

2012年
- タイムトラベラーズ（篠原桃香）

2013年
- 境界線上のホライゾン PORTABLE（ロバート・ダッドリー、青雷亭店主）

2018年
- 魔界ウォーズ（極上のサルバトーレ）

2020年
- 魔界戦記ディスガイアRPG（極上のサルバトーレ）

### ドラマCD
- 浦安鉄筋家族（菊池あかねの母）
- おるちゅばんエビちゅ（ご主人ちゃま）
- 人形草紙あやつり左近 シリーズ（橘薫子）
  - 人形草紙あやつり左近 オリジナル・ドラマ・アルバム I 〜異聞 夢話悲恋幻想奇譚〜
  - 人形草紙あやつり左近 オリジナル・ドラマ・アルバム II 〜外伝 怨恋振袖業火地獄〜
- クイズなないろDREAMS 虹色町の奇跡 ドラマアルバム（咲良絵美）
- サウンド・ストーリー グランディーク 完全版（フォルティーナ）
- 三千世界の鴉を殺し（ロザリンド・バーガー）
- 少年濡れやすく恋成りがたし 2（涼風のどか）
- 神魂合体ゴーダンナー!! ドラマCD（エカテリーナ）
- ストリートファイターZERO3 ドラマアルバム（かりん）
- Sneaker CD Collection されど罪人は竜と踊る/禁じられた数字（ツザン・グラル・デュガソン）
- 7SEEDS（甘茶藤子）
- 流行り神 ドラマCD
  - 「怪異事件ファイル」
  - 「呪われた都市伝説」
- BLCD その声が僕を動かす（坂本涼子）
- フラワー・オブ・ライフ（花園さくら）
- 魔神英雄伝ワタル外伝 CDシネマ3 ピュアピュアヒミコ 第三巻（ニュース・キャスター）
- ミカるんX ドラマCD 01・02（能見靜）

### 吹き替え

#### 映画
- アイドル・ハンズ
- 青い目撃者（ジョイ）
- エステラ・ウォーレンの知られたくない私のヒ・ミ・ツ -ヴァージン・ラプソディ-（ジーナ〈エステラ・ウォーレン〉）
- 追いつめられて（スーザン〈ショーン・ヤング〉）※DVD版
- ガーディアン 陰・獣・教・室（ラリッサ・モーガン〈ジャネット・トレイシー・ケイザー〉）
- キング・コング
- 撃鉄2 -クリティカル・リミット-（スチュアート〈タマラ・デイヴィス〉）
- 恋のトリセツ 別れ編（リタ）
- 最高の人生の見つけ方 ※ソフト版
- サタデー・ナイト・フィーバー（アネット）※ソフト版
- サボテン・ブラザース（カルメン〈パトリス・マルティネス〉）※ソフト版
- ジェニファーズ・ボディ（ジェニファー・チェック〈ミーガン・フォックス〉）
- スクリーム3（サラ・ダーリング）
- センター・オブ・ジ・アース ワールド・エンド（クリスティン〈ジェニファー・ドロジ〉）
- その名にちなんで
- ダイアリー（アンナ）
- 007 ドクター・ノオ（シルビア）※DVD新録版
- デモンズ2002（ステファニー）
- 年上の女（年上の女）
- トルネード 地球崩壊のサイン（エファ・キール）※テレビ朝日版
- ニュースの天才（ケイトリン・アヴィー〈クロエ・セヴィニー〉）
- バッドタイム（シルヴィア〈エヴァ・ロンゴリア〉）
- バトルランナー（エイミー）※DVD版
- ボクらのママに近づくな!（スザンヌ〈ニア・ロング〉）
- ボクらのママに近づくな!2（スザンヌ〈ニア・ロング〉）
- ホワイトアウト（キャリー〈ケイト・ベッキンセイル〉）
- Mr.&Mrs. スミス（ジェーン・スミス〈アンジェリーナ・ジョリー〉）※日本テレビ版[20]
- 夜のメイド（ルアナ）
- ラストマン・スタンディング（フェリーナ）※ソフト版
- レイクビュー・テラス 危険な隣人（リサ・マットソン〈ケリー・ワシントン〉）

#### テレビドラマ
- ER緊急救命室
  - シーズンIX #20（ローゼンマン）
  - シーズンXIII #23（ヒラリー・ミルバウアー〈ステファニー・チルダーズ〉）
- エド 〜人生のスプリット〜（ボニー・ヘーン）
- 怪〜もののけ〜（アニー）
- ケネディ家の人びと（マリリン・モンロー）
- 新・上海グランド（方艶芸）
- NIKITA / ニキータ（クリスティーナ皇太子妃〈ベアトリス・ローゼン〉）
- ビバリーヒルズ青春白書（ジャネット）
- ベイウォッチ（ニーリー）
- 名探偵モンク（トーク番組の司会） #39
- 愉快なシーバー家（ジル、女の子）
- ワンダヴィジョン（ドッティ・ジョーンズ）

#### アニメ
- ゴジラ ザ・シリーズ（モニク・デュプレ[6]）
- 史上最強のグーフィー・ムービー Xゲームで大パニック!
- ジャスティス・リーグ（アマゾネス）
- ダック・ドジャース
- トムとジェリー ショー（トゥードルス、動物病院の先生）
- ヘラクレス[21]（メグ、アフロディーテ 他）

### 特撮
- スーパー戦隊シリーズ
  - 超力戦隊オーレンジャー（1995年、マルチーワ / 皇妃マルチーワの声）
  - 星獣戦隊ギンガマン（1998年、魔人族メルダメルダの声）
  - 救急戦隊ゴーゴーファイブ（1999年、大魔女グランディーヌの声）
    - 救急戦隊ゴーゴーファイブVSギンガマン（2000年、大魔女グランディーヌの声）

### ナレーション
- むちゃぶり!（無茶鰤子の声）
- ナースのお仕事3（手紙の声）
- ロンブー龍（亮モードコーナー ナレーション）
- NHK教育 NHK高校講座 教育セミナー 『世界くらしの旅』
- NHK教育 NHK高校講座 世界史（ナレーション）
- ズバリ言うわよ!（表年表ナレーション）
- 大御所ジャパン（大塚芳忠とともにナレーションを担当）
- 教科書にのせたい!（ナレーション）
- 発見!なるほどレストラン 日本のおいしいごはんを作ろう!（大塚芳忠とともにナレーションを担当）
- アスク講談社 小学校教材CD-ROM 国語、算数 ナレーション
- 日産自動車 ティーノ テレビCM
- ブルボン アルフォート テレビCM
- 小学館 新刊コミックス情報 書店店内向け放送
- 神がかりハプニング!プラチナ映像アワード
- 朝日放送テレビ 矢作・バカリのソコホル!?〜言われてみれば気になるアレ大調査〜

### 舞台
- 《RELAX》『アンダー・ザ・ホワイト・ローズ』（セシリー）
- 《RELAX》『D・N・P』（スーザン・スペンサー）
- 鯱のゆめ『緑のスケッチ』

### ライブ
- ときめきメモリアルスーパーライブ2